# Diapherodes gigantea
Diapherodes gigantea Gmelin, 1789 è un insetto della famiglia dei Phasmatidae, ordine dei Fasmidi, diffuso nei Caraibi.

## Descrizione
La specie presenta un marcato dimorfismo sessuale negli adulti.
La femmina può raggiungere i 16 cm di lunghezza, è microttera, presenta un colore verde chiaro molto acceso ed un esoscheletro più robusto rispetto a quello del maschio. L'interno delle zampe è seghettato e il tarso presenta due piccoli uncini e una sorta di cuscinetto che aiuta l'insetto a mantenere la presa.
Il maschio adulto, invece, di colore marrone chiaro, raggiunge la lunghezza di 11 cm circa e presenta ali rossicce sviluppate ma inadatte al volo.

## Biologia
Le uova, che vengono lanciate al suolo dalla femmina, sono di forma ovoidale, leggermente rugose, lunghe all'incirca 5 mm. In cattività, dopo circa 8-9 mesi di incubazione a 22 gradi e mantenendo un'umidità mai inferiore al 60%, le uova si schiudono.
Le neanidi di prima età (L1) sono lunghe circa 3 centimetri e di colore verde chiaro acceso. A partire dalla seconda muta, ovvero allo stato L3, raggiunto circa dopo 40 giorni, è possibile discernere il sesso dell'insetto in base alla presenza dell'ovopositore: in caso di un piccolo rigonfiamento, allora l'insetto è un maschio, altrimenti è una femmina.
Dopo la quinta muta, all'incirca 6 mesi dopo la nascita, l'insetto diventa adulto ed il maschio acquisisce la tipica colorazione marroncina ed un aspetto decisamente differente dallo stato precedente. Solitamente i maschi raggiungono prima delle femmina lo stato adulto, ma muoiono prima, dopo circa un anno. La femmina, invece, può vivere circa 18 mesi.
Appena raggiunto lo stadio adulto, gli esemplari inizieranno l'accoppiamento, e dopo alcune settimane le femmine inizieranno la deposizione delle uova, circa una al giorno. Le uova vengono espulse e gettate al suolo con un movimento a frusta dell'addome, così come le feci.

### Alimentazione
Si nutre preferibilmente di foglie di eucalipto, ma anche di foglie di rovo, quercia e leccio.

## Distribuzione e habitat
Il Diapherodes gigantea è diffuso nei Caraibi.

## Galleria d'immagini

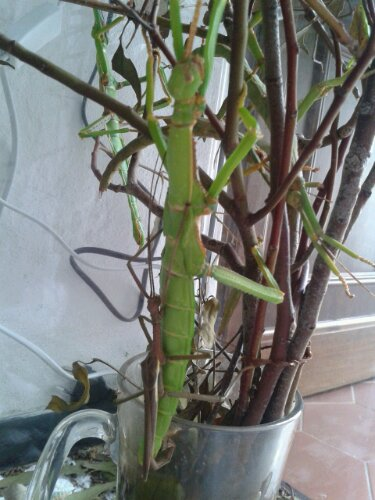
Accoppiamento
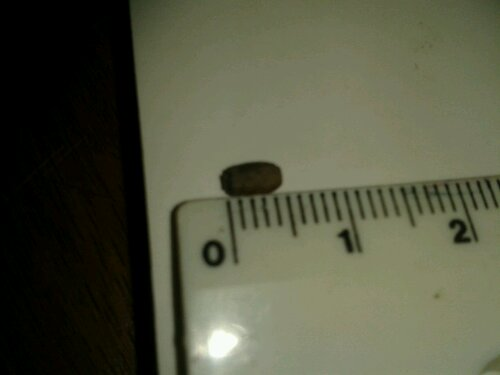
Uovo
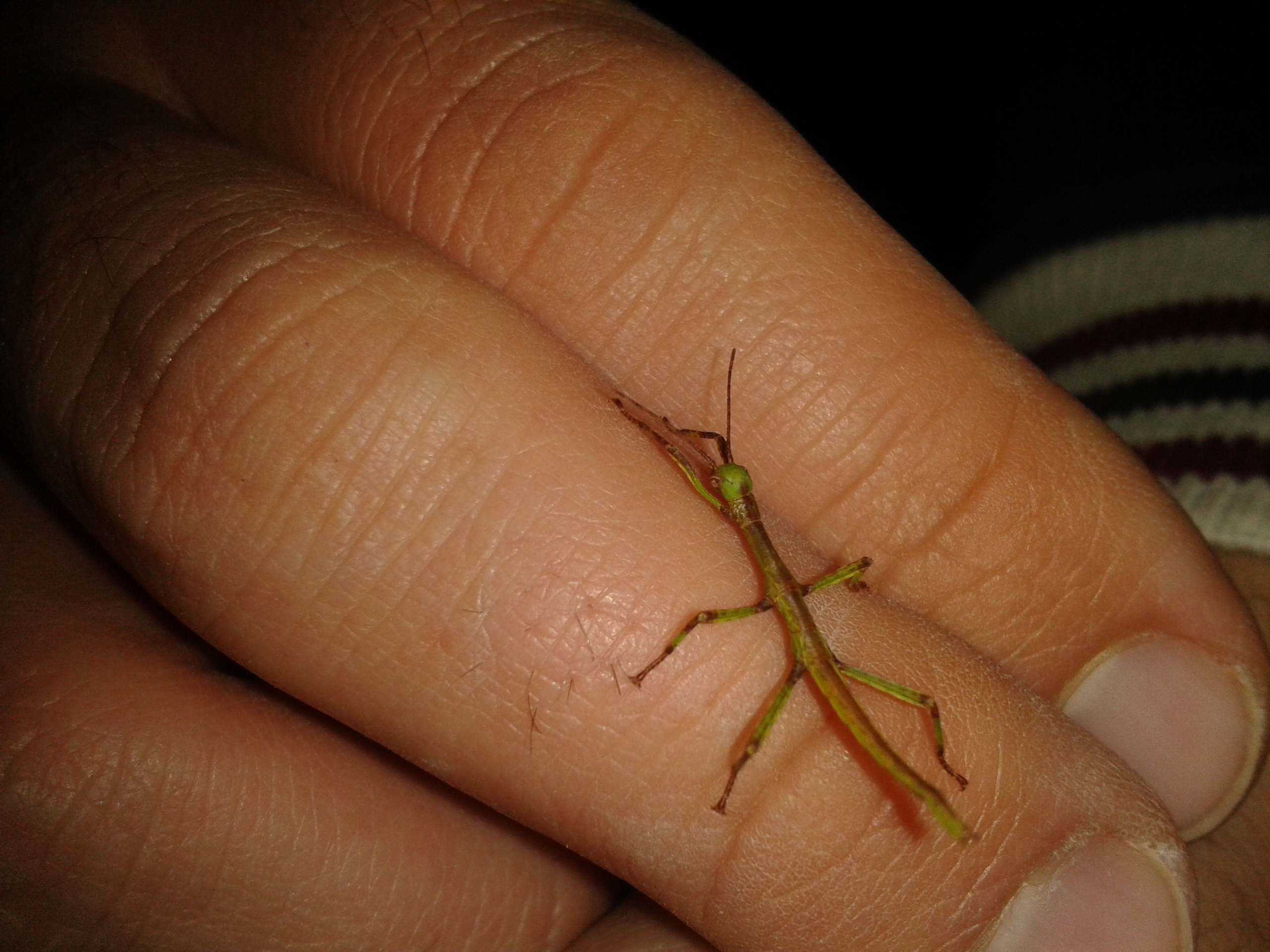
Neanide L1
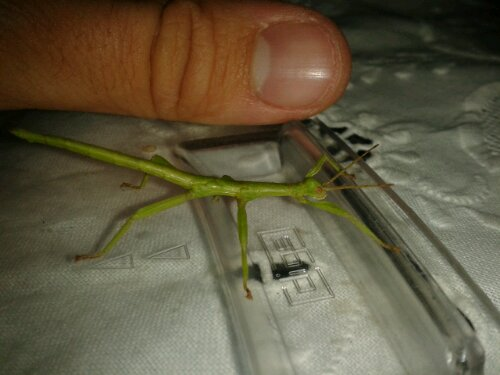
Neanide L3
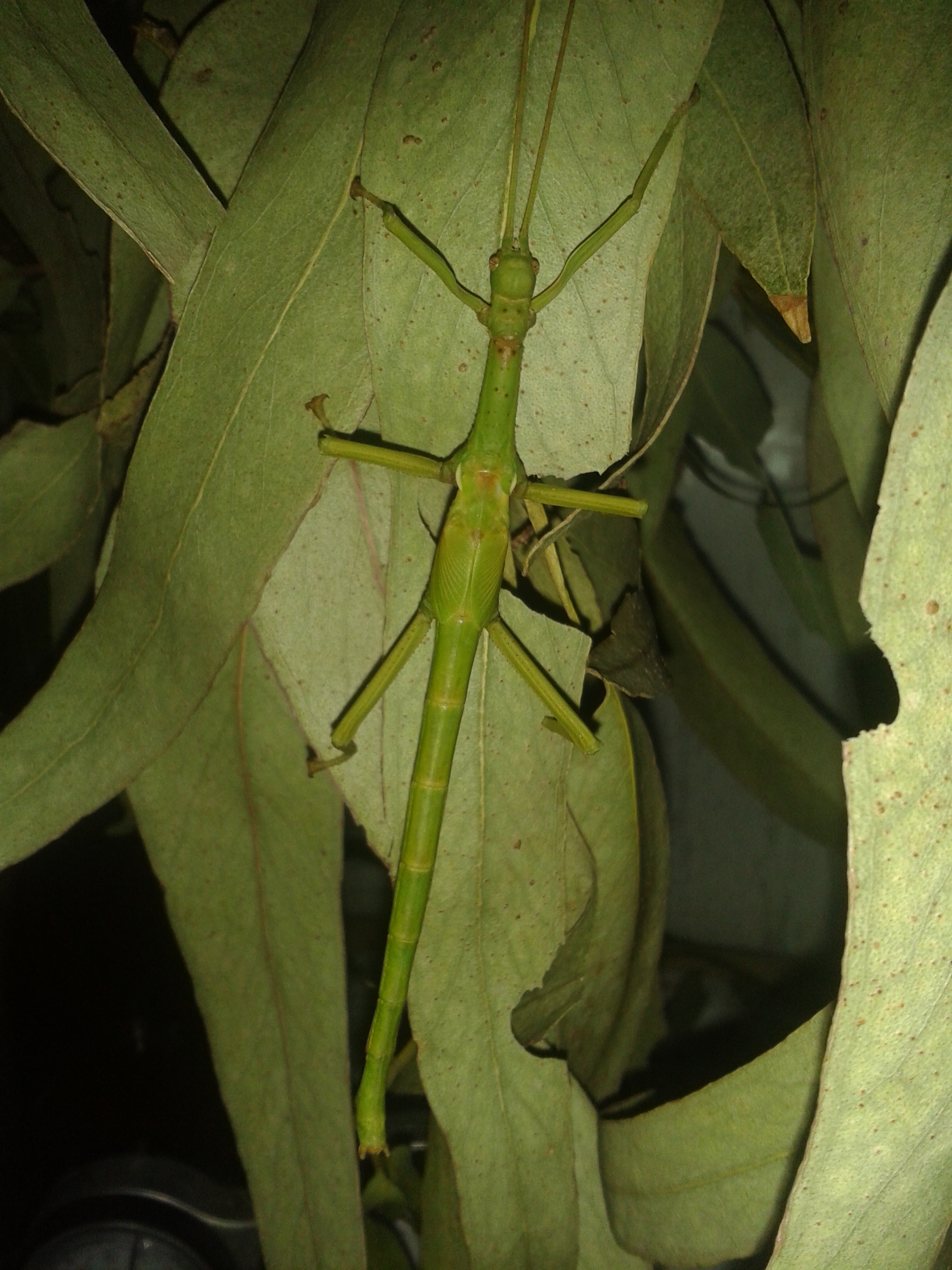
Neanide femmina L4 (sub-adulta)
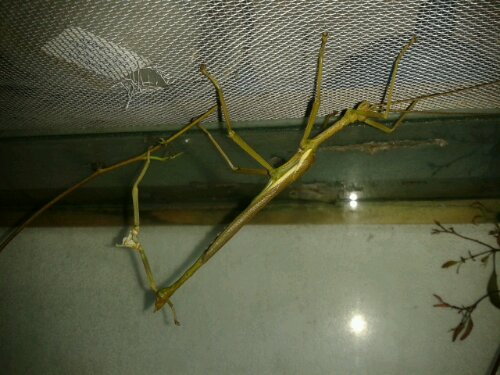
Maschio adulto appena mutato
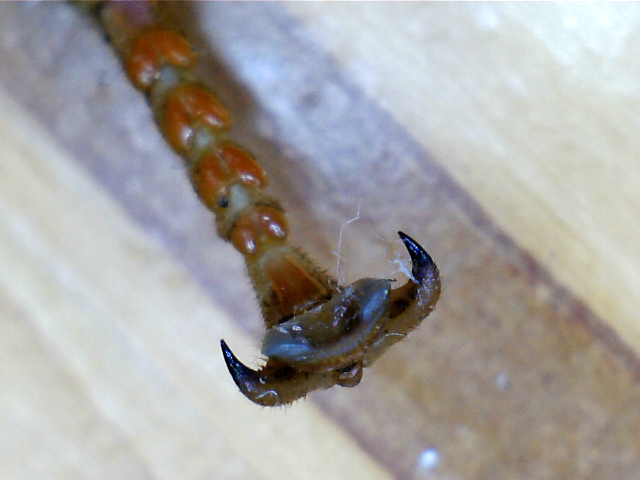
Zampa di femmina adulta